# Monumento de las Arpías

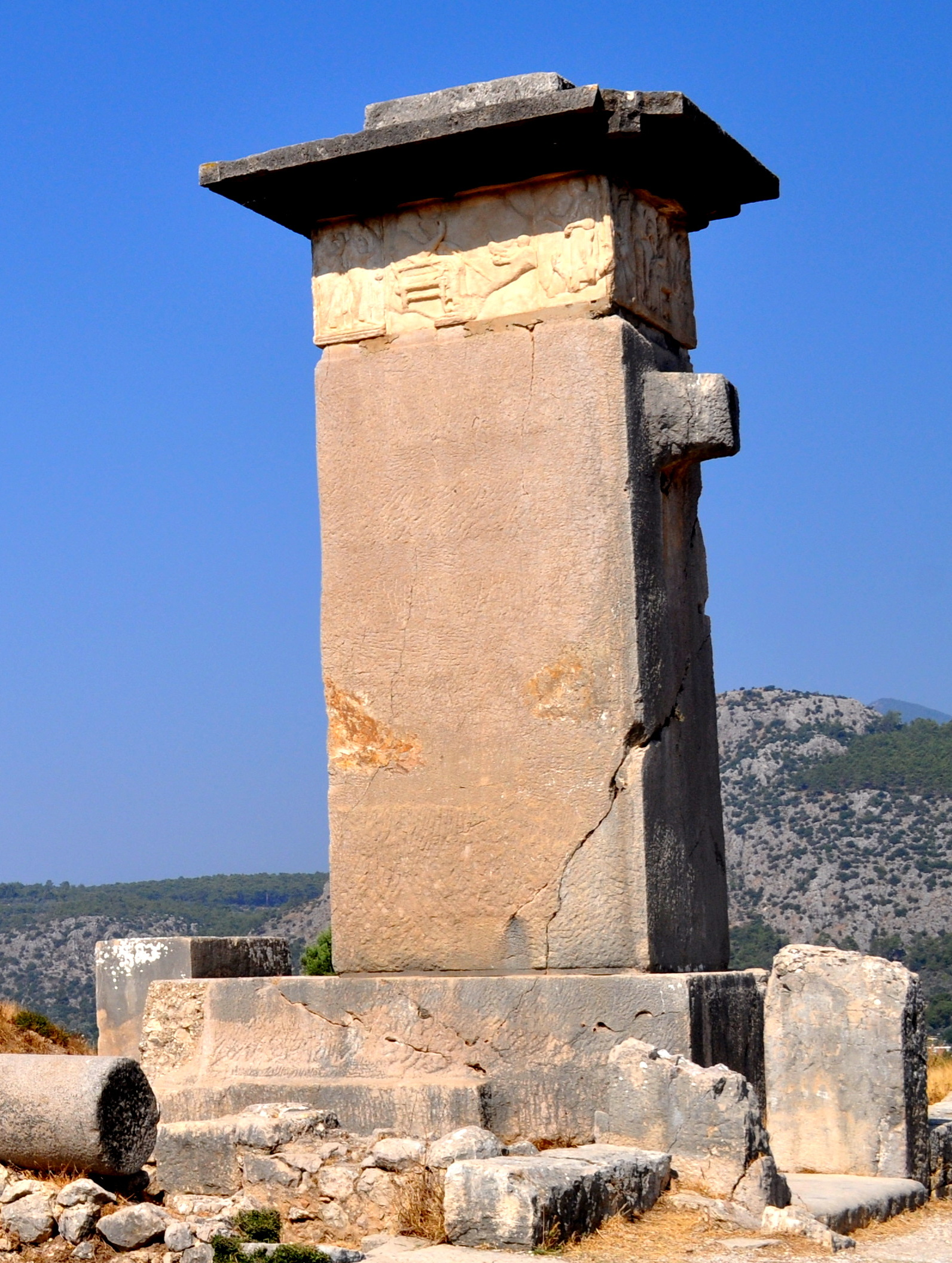
El Monumento de las Harpías de Janto. El trabajo decorativo de la parte superior es una reconstrucción de arcilla, cuyo original de mármol se exhibe en el Museo Británico.

El Monumento o Tumba de las Harpías es un pilar funerario de 480-470 a. C., que se conserva en la ciudad licia de Janto, en la actual Turquía.

## Descripción
Está situado entre el teatro y el ágora. El monumento está formado por una base maciza sobre la que descansa un pilastra monolítica de casi seis metros de altura, encima de la cual se halla la cámara funeraria. Las placas que originariamente revestían la cámara funeraria, con relieves marmóreos, se encuentran en Londres. En el monumento han sido sustituidas por copias. La decoración es seguramente obra de un artista milesio.
Las dos figuras demoníacas, con facciones en parte de mujer y en parte de pájaro, figuradas en las extremidades de las dos placas, se interpretaron al principio como las Harpías en el acto de aferrar a Cleopatra y Mérope, las huérfanas del mítico rey licio Pandáreo. Actualmente se supone más bien que son las Sirenas, en una representación que alude genéricamente al paso al otro mundo.

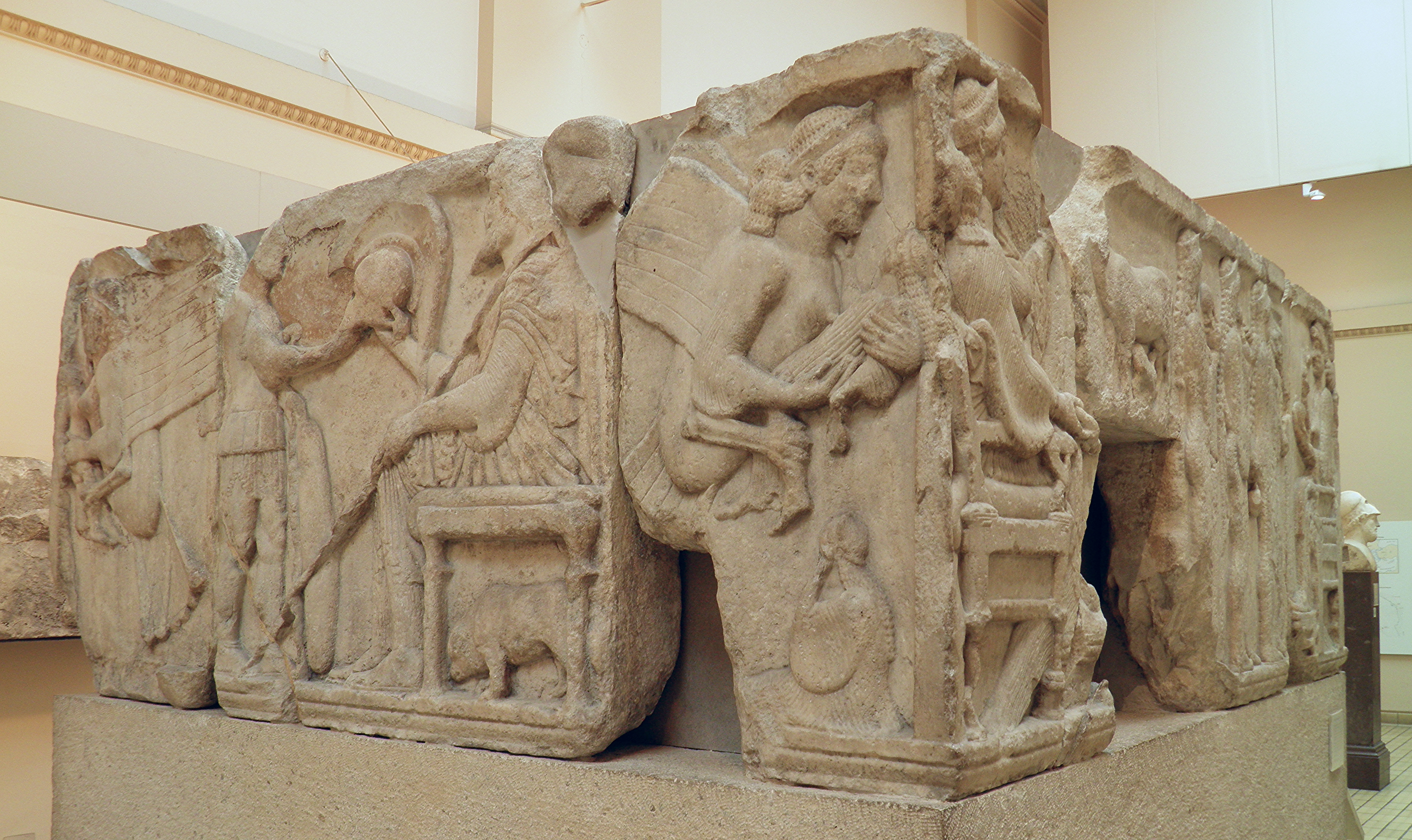
Los relieves originales en el Museo Británico de Londres.

En la placa septentrional está ente las Sirenas el príncipe difunto (posiblemente Kubernis de Licia), sentado en el trono, quien entrega las armas a su heredero. También la placa meridional plantea una escena de carácter funerario, con un personaje sedente en actitud hierática (¿antepasado o antepasada?) que recibe ofrendas de una jovencita. En el lado este se tributan solemnes honras a un viejo dinasta barbado con ciertos aspectos que evocan el ritual cortesano persa.
En el lado occidental dos mujeres sentadas reciben el homenaje de tres jovencitas, de proporciones físicas mucho menores para subrayar la diferencia jerárquica. Se trata de dos antepasadas ilustres, o de las diosas Deméter y Perséfone, o acaso de una Perséfone duplicada, en compañía de las tres Moiras. El estilo es jónico, y más precisamente milesio. Este último motivo, conocido en muchos relieves y pinturas, pertenece a la ideología funeraria griega y demuestra que, en el umbral de la época clásica, ciertos elementos culturales griegos habían sido admitidos por la clase dirigente de Janto, aunque dentro del respeto por los valores propios del mundo oriental.